# Brunet (Alpes-de-Haute-Provence)
Pour les articles homonymes, voir Brunet.
Brunet est une commune française, située dans le département des Alpes-de-Haute-Provence en région Provence-Alpes-Côte d'Azur.
Ses habitants sont appelés les Brunetois.

## Géographie

### Localisation
Le village est situé à 425 m d’altitude, dans la vallée de l’Asse, à l’écart des routes départementales RD 8 et RD 907. Le village est construit sur le coteau septentrional du plateau de Valensole.
Les communes limitrophes de Brunet sont Entrevennes, Saint-Julien-d'Asse, Riez, Puimoisson, Valensole et Le Castellet.

### Géologie et relief

Paysage de Brunet.
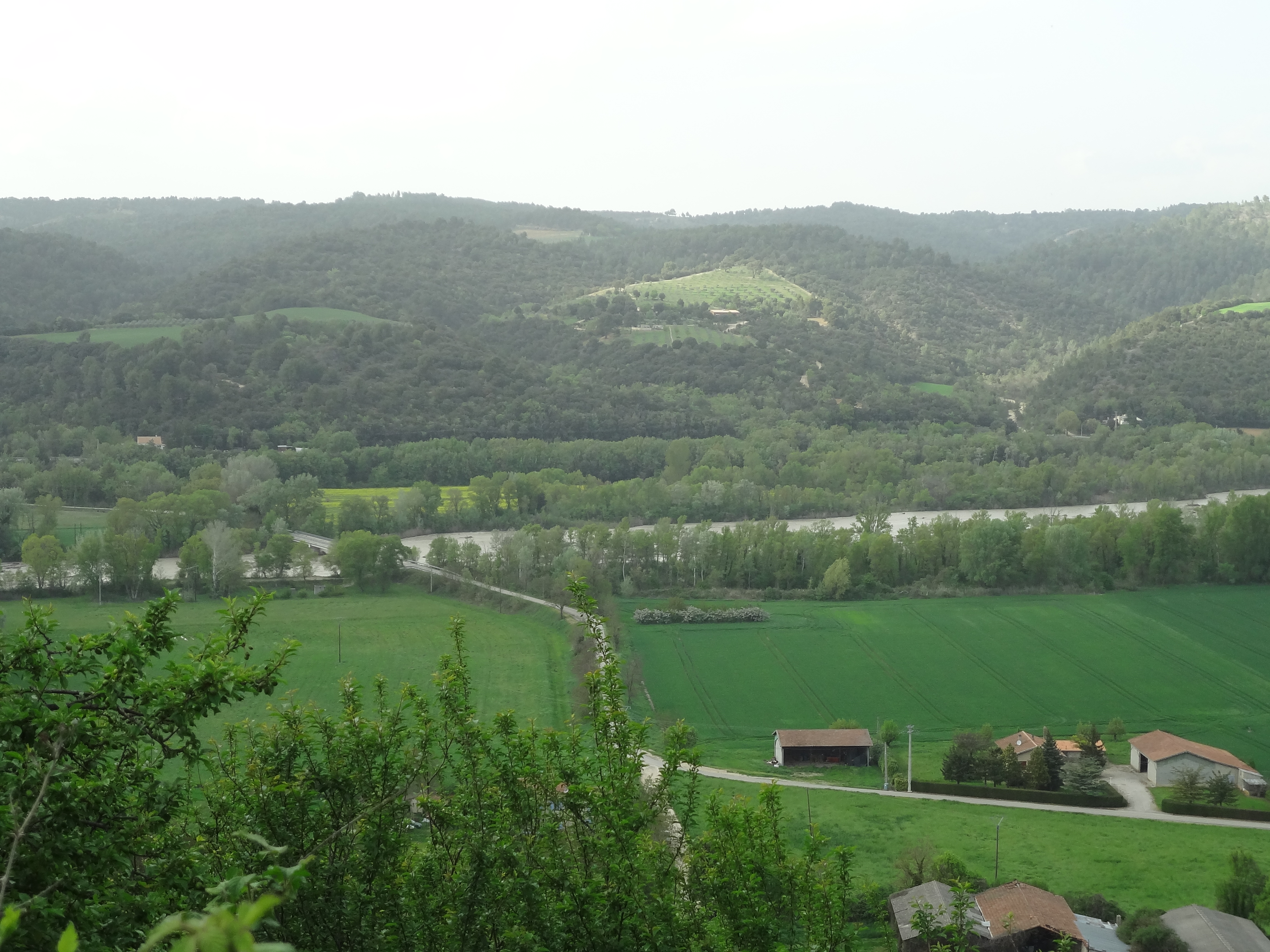
Vallée de l’Asse dans la commune de Brunet.

### Hydrographie
L'Asse , rivière de 75,4 km, traverse la commune de Brunet au nord du village. Plusieurs de ses affluents arrosent également Brunet : 
- le ravin d'Engardin[4], cours d'eau de 3,5 km ;
- le ravin de l'Algérie[5], ruisseau de 3,2 km ne coulant que sur la commune de Brunet ;
- le ravin de Vauclarette[6], cours d'eau de 3,00 km ;
- le ravin de Saint-Pierre[7].

### Risques naturels

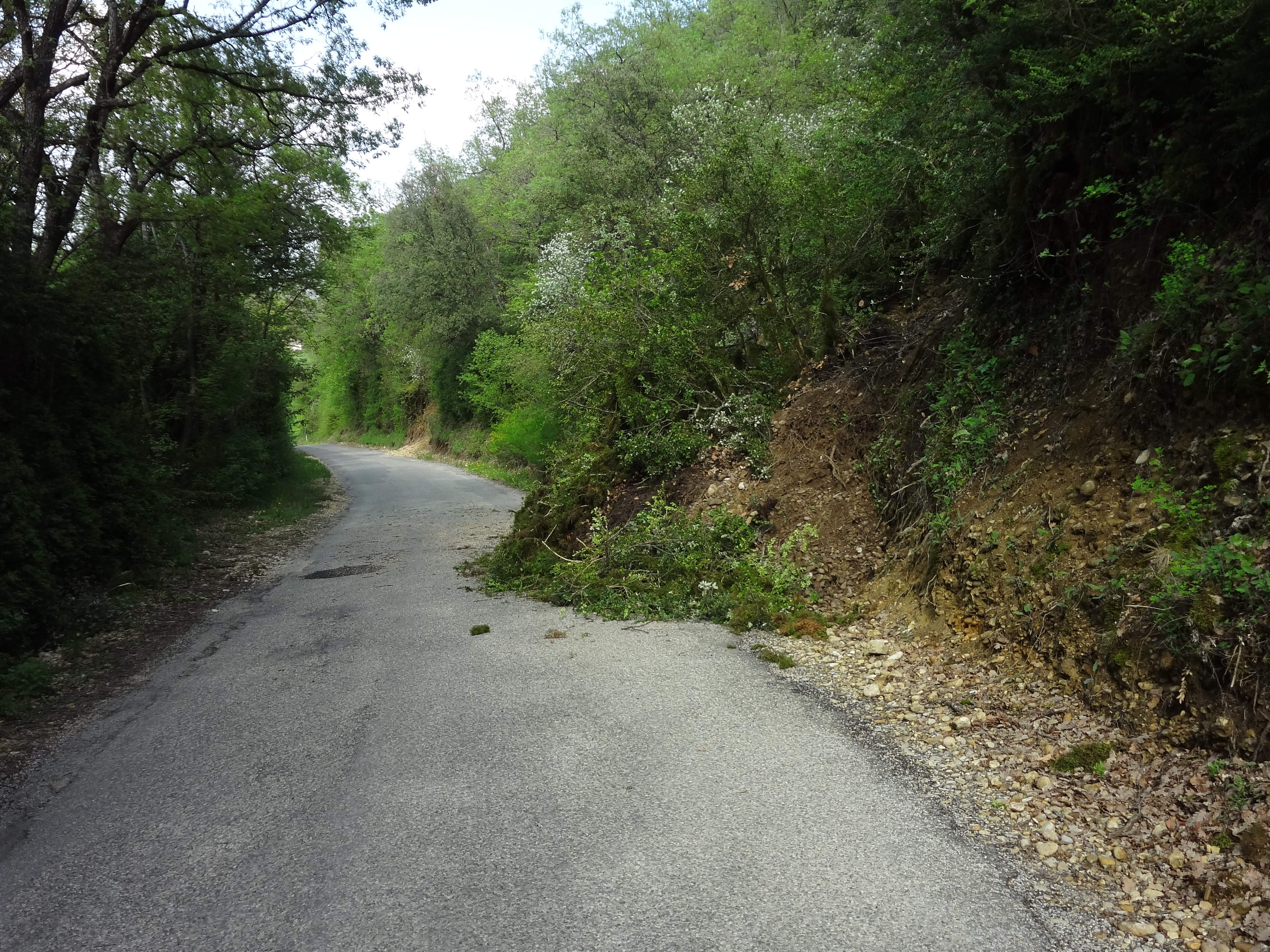
Risque de mouvement de terrain : le versant de la colline a glissé sur la route d'accès à Brunet, à la suite d'abondantes pluies printanières.

Aucune des 200 communes du département n'est en zone de risque sismique nul. Le canton de Valensole auquel appartient Brunet est en zone 1b (risque faible) selon la classification déterministe de 1991, basée sur les séismes historiques, et en zone 4 (risque moyen) selon la classification probabiliste EC8 de 2011. La commune de Brunet est également exposée à trois autres risques naturels :
- feu de forêt ;
- inondation (dans la vallée de l’Asse) ;
- mouvement de terrain : la commune est presque entièrement concernée par un aléa moyen à fort[10].

La commune de Brunet n’est exposée à aucun des risques d’origine technologique recensés par la préfecture.
Aucun plan de prévention des risques naturels prévisibles (PPR) n’existe pour la commune et le Dicrim n’existe pas non plus.

### Voies de communication et transports

#### Voies routières

Constructions civiles à Brunet.
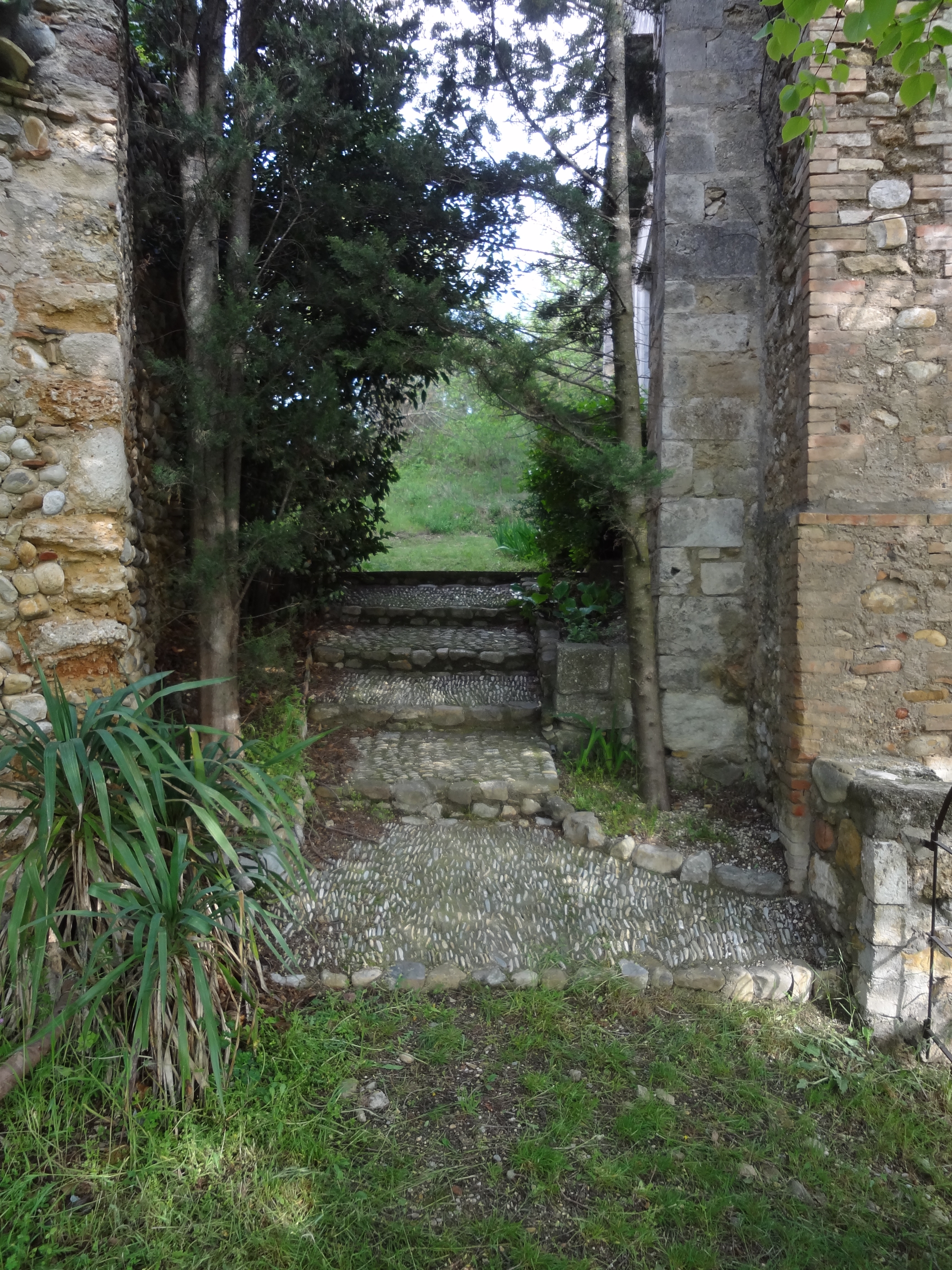
Marches caladées devant l'ancienne église.
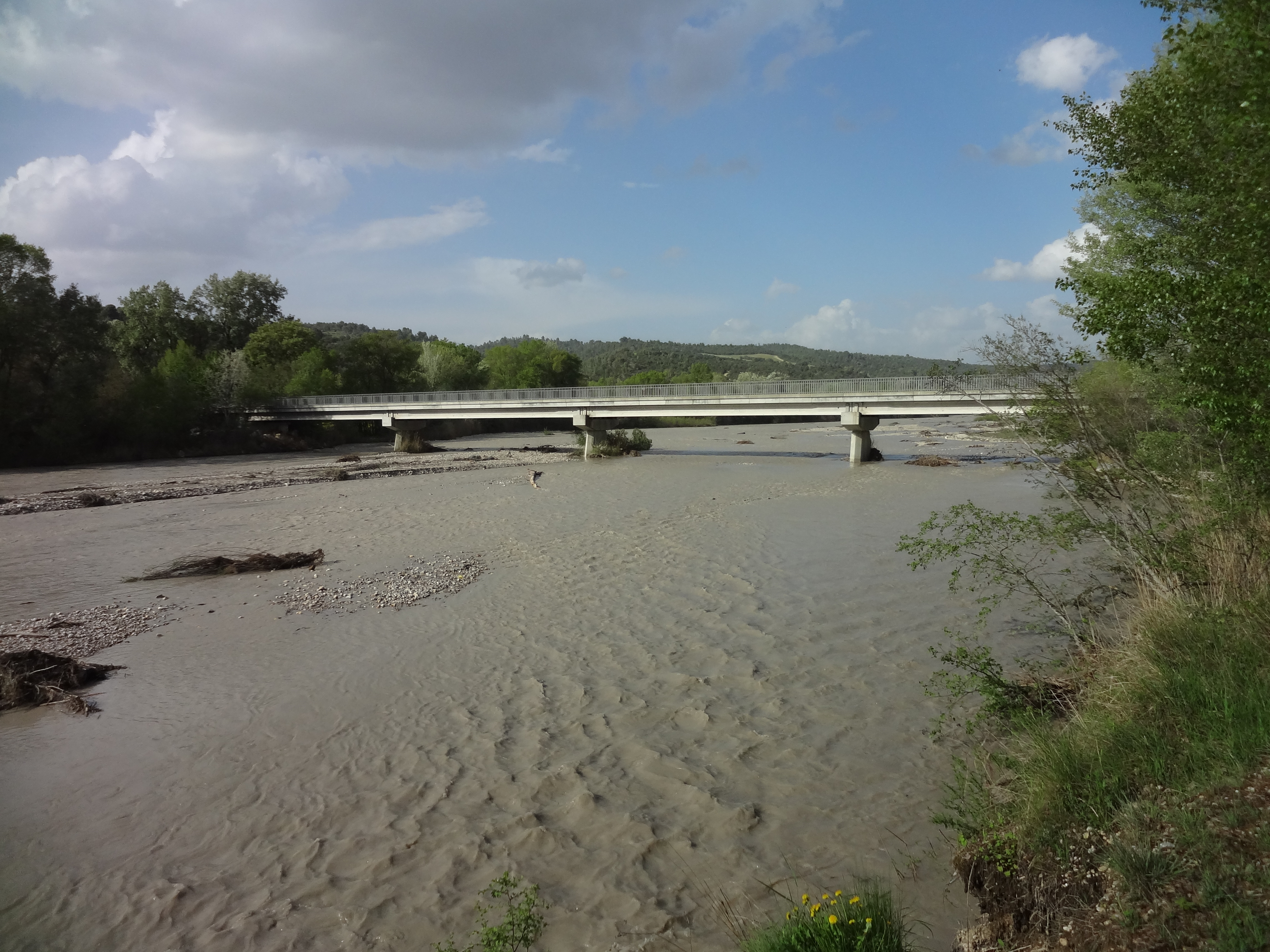
Pont sur l'Asse.

#### Services autocars

##### Lignes intercommunales
Le village est desservi par deux lignes intercommunales du réseau Trans'Agglo.
| Ligne | Parcours                                                                           |
| ----- | ---------------------------------------------------------------------------------- |
| 125   | Brunet ↔ Entrevennes ↔ Puimichel ↔ Le Castellet ↔ Oraison (Transport à la demande) |
| 133   | Brunet ↔ Valensole ↔ Manosque                                                      |

##### Lignes scolaires
Des lignes de transports scolaires ont été mises en place pour rallier le collège de Riez ainsi que les lycées et collèges de Manosque. Ces lignes sont financées par la communauté d'agglomération Durance Luberon Verdon au travers du réseau Trans'Agglo. En plus des lignes existantes du réseau, une autre a été rajoutée.
| Ligne | Tracé                                  |
| ----- | -------------------------------------- |
| 141 S | Valensole ↔ Brunet ↔ Puimoisson ↔ Riez |

### Climat
Pour des articles plus généraux, voir Climat de Provence-Alpes-Côte d'Azur et Climat des Alpes-de-Haute-Provence.
En 2010, le climat de la commune est de type climat méditerranéen altéré, selon une étude du Centre national de la recherche scientifique s'appuyant sur une série de données couvrant la période 1971-2000. En 2020, Météo-France publie une typologie des climats de la France métropolitaine dans laquelle la commune est exposée à un climat de montagne ou de marges de montagne et est dans une zone de transition entre les régions climatiques « Provence, Languedoc-Roussillon » et « Alpes du sud ».
Pour la période 1971-2000, la température annuelle moyenne est de 11,4 °C, avec une amplitude thermique annuelle de 16,7 °C. Le cumul annuel moyen de précipitations est de 786 mm, avec 6,3 jours de précipitations en janvier et 3,7 jours en juillet. Pour la période 1991-2020, la température moyenne annuelle observée sur la station météorologique de Météo-France la plus proche, « Valensole », sur la commune de Valensole à 7 km à vol d'oiseau, est de 13,3 °C et le cumul annuel moyen de précipitations est de 671,6 mm. 
La température maximale relevée sur cette station est de 41,1 °C, atteinte le 28 juin 2019 ; la température minimale est de −10 °C, atteinte le 4 février 2012,,.
Les paramètres climatiques de la commune ont été estimés pour le milieu du siècle (2041-2070) selon différents scénarios d'émission de gaz à effet de serre à partir des nouvelles projections climatiques de référence DRIAS-2020. Ils sont consultables sur un site dédié publié par Météo-France en novembre 2022.

## Urbanisme

### Typologie
Au 1er janvier 2024, Brunet est catégorisée commune rurale à habitat dispersé, selon la nouvelle grille communale de densité à 7 niveaux définie par l'Insee en 2022.
Elle est située hors unité urbaine. Par ailleurs la commune fait partie de l'aire d'attraction de Manosque, dont elle est une commune de la couronne,. Cette aire, qui regroupe 30 communes, est catégorisée dans les aires de 50 000 à moins de 200 000 habitants,.

### Occupation des sols
L'occupation des sols de la commune, telle qu'elle ressort de la base de données européenne d’occupation biophysique des sols Corine Land Cover (CLC), est marquée par l'importance des territoires agricoles (59,8 % en 2018), une proportion sensiblement équivalente à celle de 1990 (59,6 %). La répartition détaillée en 2018 est la suivante : 
terres arables (52,9 %), forêts (36,5 %), zones agricoles hétérogènes (6,9 %), espaces ouverts, sans ou avec peu de végétation (3,7 %).
L'évolution de l’occupation des sols de la commune et de ses infrastructures peut être observée sur les différentes représentations cartographiques du territoire : la carte de Cassini (XVIIIe siècle), la carte d'état-major (1820-1866) et les cartes ou photos aériennes de l'IGN pour la période actuelle (1950 à aujourd'hui).

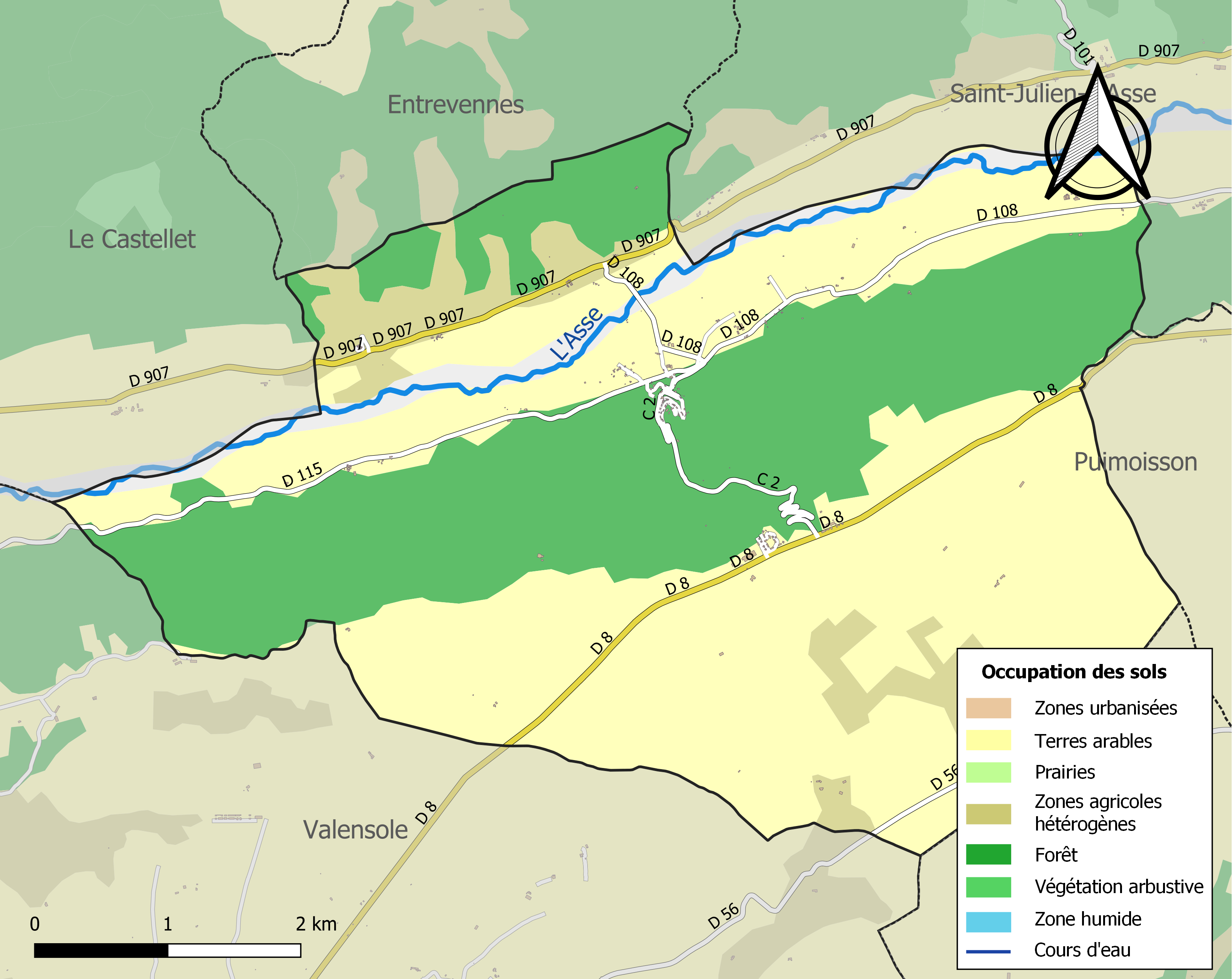
Carte de l'occupation des sols de la commune en 2018 (CLC).

## Habitat et aménagement du territoire

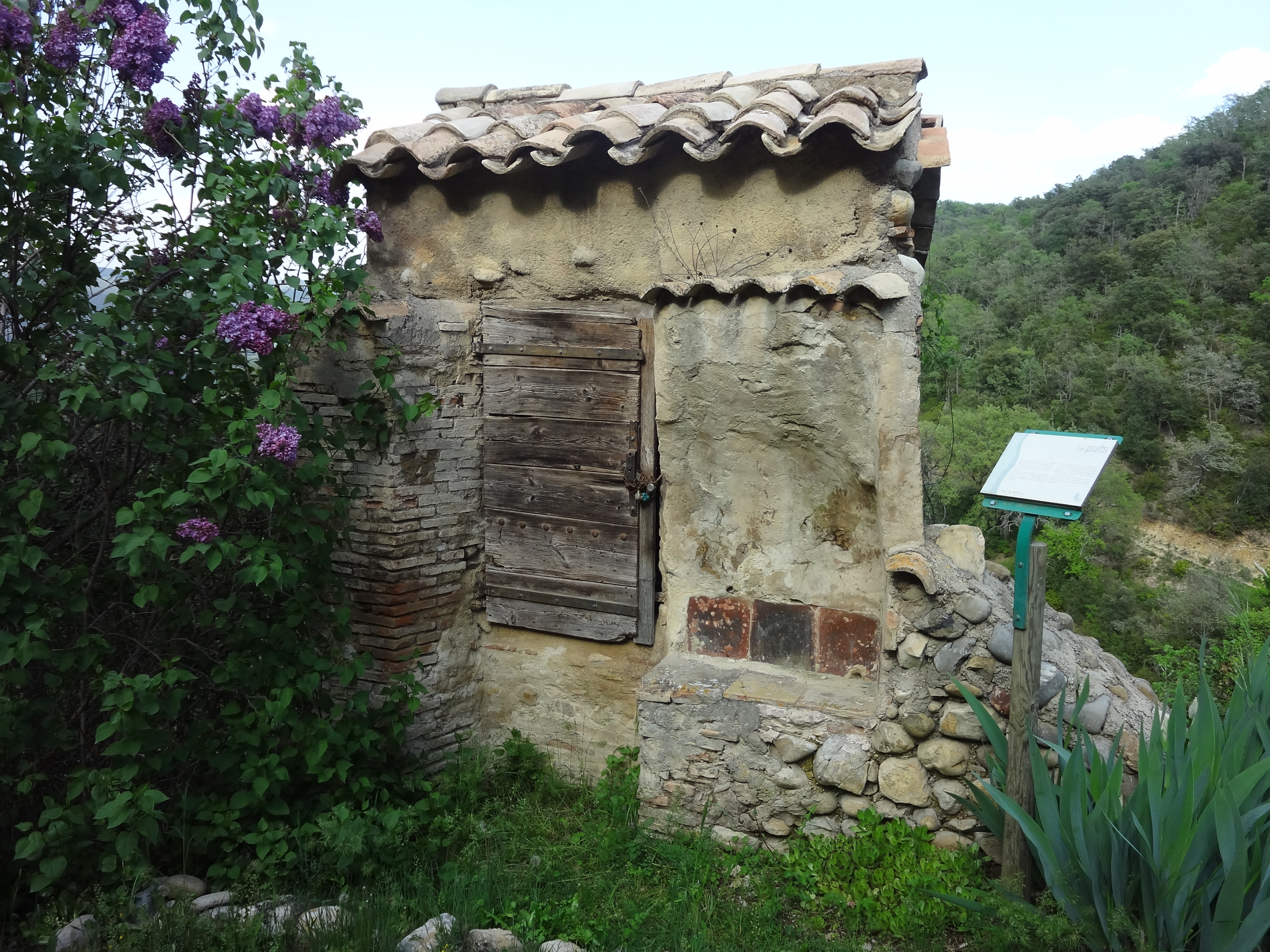
Puits couvert à Brunet.

### Environnement
La commune compte 622 ha de bois et forêts, soit 22 % de sa superficie.

### Lieux-dits et hameaux
Brunet est un village perché.
En plus du village, la commune comporte plusieurs hameaux : Trabaye et le Grand Logisson.

## Histoire

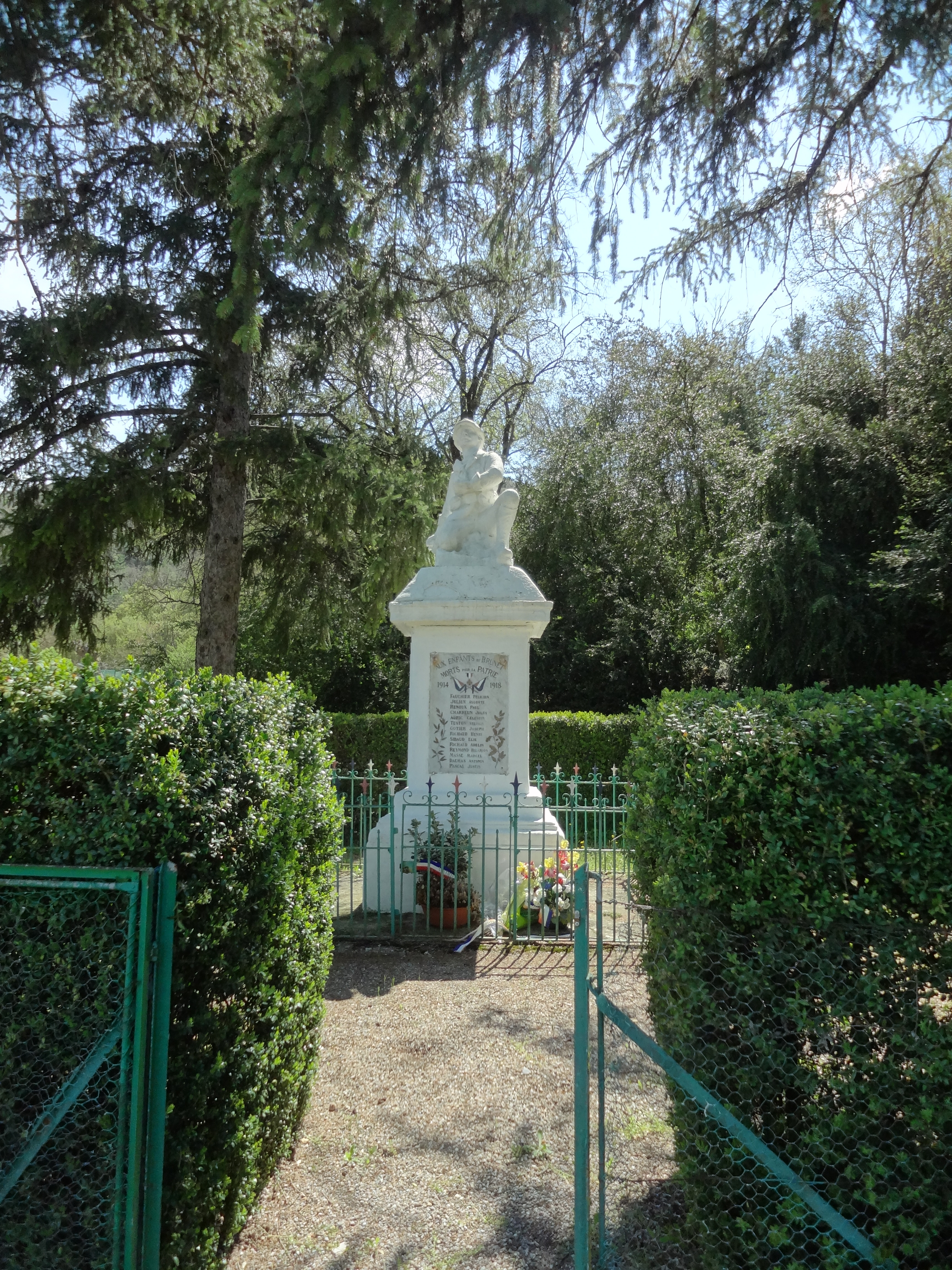
Le monument aux morts de la Première Guerre mondiale.

Dans les années 1950, des tombes romaines ont été mises au jour à Trabaye, Louvière et de Ricavi. Un itinéraire gallo-romain suivait la vallée de l’Asse et passait à Brunet. Il était encore utilisé à la fin du Ier millénaire.
La localité apparaît pour la première fois dans les chartes en 990. L’église Sainte-Marie relevait de l’abbaye Saint-Victor de Marseille, qui percevait les revenus attachés à cette église, alors que le prieuré Saint-Martin relevait de l’abbaye de Montmajour jusqu’en 1204, date à laquelle il passe sous l'autorité de l’évêque de Riez. L’évêque de Riez y possédait un château. Une partie de la commune dépendait du marquisat de Trans (érigé en 1506 pour les Villeneuve).
La communauté de Brunet relevait de la viguerie de Moustiers.
Le coup d'État du 2 décembre 1851 commis par Louis-Napoléon Bonaparte contre la Deuxième République provoque un soulèvement armé dans les Basses-Alpes, en défense de la Constitution. Après l’échec de l’insurrection, une sévère répression poursuit ceux qui se sont levés pour défendre la République : 8 habitants de Brunet sont traduits devant la commission mixte, la peine la plus courante étant la déportation en Algérie.
Comme de nombreuses communes du département, Brunet se dote d’une école bien avant les lois Jules Ferry : en 1863, elle possède déjà une école qui dispense une instruction primaire aux garçons, au chef-lieu. Bien que la loi Falloux (1851) n’impose l’ouverture d’une école de filles qu’aux communes de plus de 800 habitants, la commune entretient aussi une école aux filles. La commune profite des subventions de la deuxième loi Duruy (1877) pour rénover son école.
Jusqu’au milieu du XXe siècle, la vigne était cultivée à Brunet. Plusieurs dizaines d’hectares produisaient un vin de qualité, se vendant assez loin de Brunet. Cette culture est aujourd’hui abandonnée.

## Politique et administration

### Intercommunalité
Brunet fait partie :
- de 2009 à 2013, de la communauté de communes Luberon Durance Verdon ;
- depuis le 1er janvier 2013, de la communauté d'agglomération Durance Luberon Verdon.

### Liste des maires

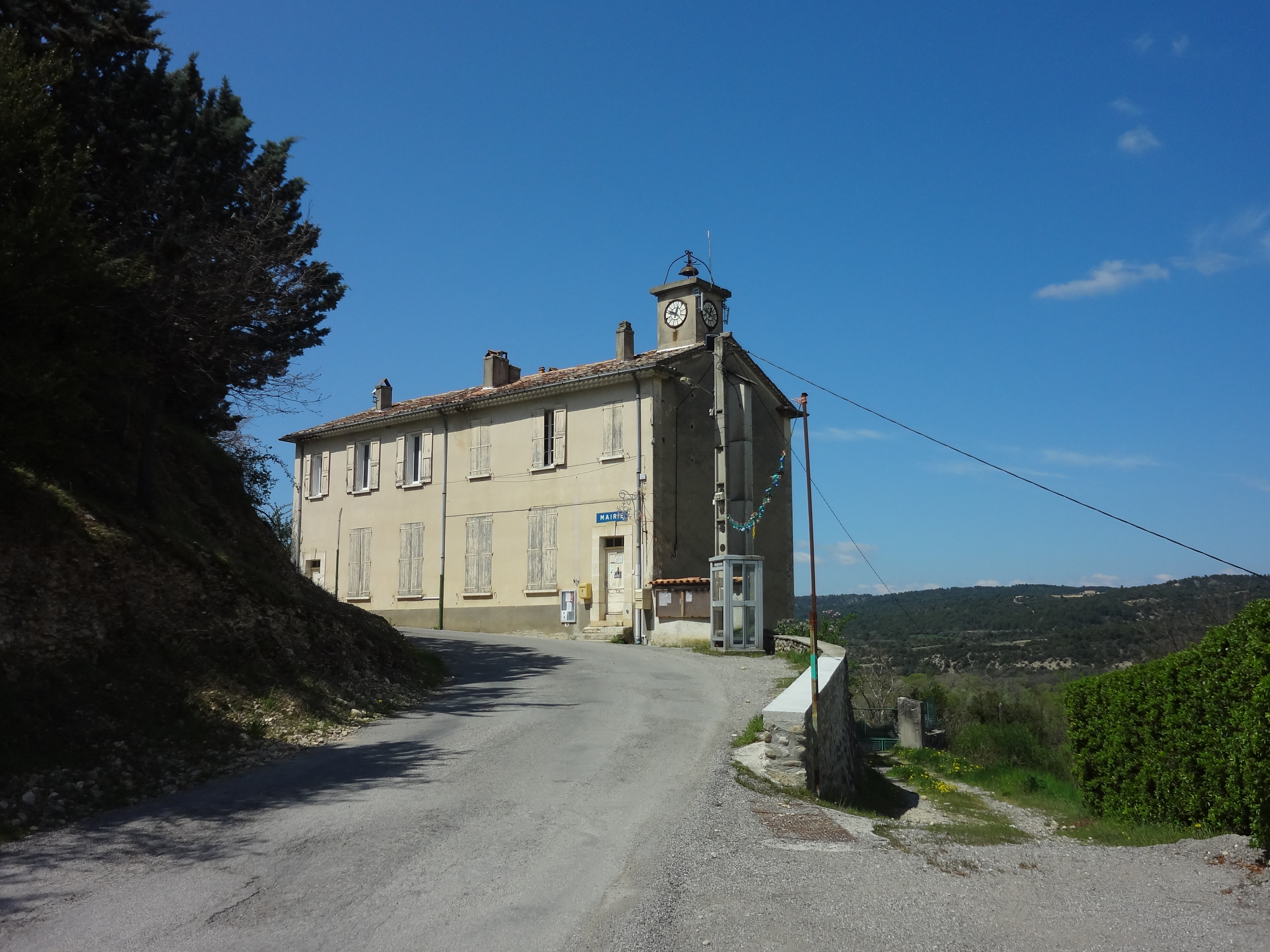
Mairie de Brunet, surmontée d’un campanile en fer forgé.

| Période  | Période                     | Identité                | Étiquette | Qualité              |
| -------- | --------------------------- | ----------------------- | --------- | -------------------- |
| 1803     | 1804                        | Jean-Baptiste Mounet    |           |                      |
| 1814     |                             | Salvagi                 |           |                      |
| 1832     |                             | Mathieu Baptiste Sauvan |           |                      |
| 1837     |                             | Jean-Louis Gauthier     |           |                      |
|          |                             |                         |           |                      |
| mai 1945 |                             | Alphonse Giraud         |           |                      |
|          |                             |                         |           |                      |
| 1979     | En cours (au 17 avril 2014) | Francis Berard,         | DVD       | Agriculteur retraité |

### Politique environnementale
La collecte et traitement des déchets des ménages et déchets assimilés et la protection et mise en valeur de l'environnement se font dans le cadre de la communauté d'agglomération Durance Luberon Verdon.

## Population et société

### Démographie
L'évolution du nombre d'habitants est connue à travers les recensements de la population effectués dans la commune depuis 1765. Pour les communes de moins de 10 000 habitants, une enquête de recensement portant sur toute la population est réalisée tous les cinq ans, les populations de référence des années intermédiaires étant quant à elles estimées par interpolation ou extrapolation. Pour la commune, le premier recensement exhaustif entrant dans le cadre du nouveau dispositif a été réalisé en 2008.

En 2022, la commune comptait 293 habitants, en évolution de +9,74 % par rapport à 2016 (Alpes-de-Haute-Provence : +2,84 %, France hors Mayotte : +2,11 %).
| 1765 | 1793 | 1806 | 1821 | 1831 | 1836 | 1841 | 1846 | 1851 |
| ---- | ---- | ---- | ---- | ---- | ---- | ---- | ---- | ---- |
| 418  | 415  | 483  | 521  | 509  | 520  | 487  | 427  | 456  |

| 1856 | 1861 | 1866 | 1872 | 1876 | 1881 | 1886 | 1891 | 1896 |
| ---- | ---- | ---- | ---- | ---- | ---- | ---- | ---- | ---- |
| 463  | 430  | 433  | 418  | 414  | 390  | 368  | 346  | 330  |

| 1901 | 1906 | 1911 | 1921 | 1926 | 1931 | 1936 | 1946 | 1954 |
| ---- | ---- | ---- | ---- | ---- | ---- | ---- | ---- | ---- |
| 342  | 356  | 321  | 290  | 234  | 228  | 200  | 182  | 187  |

| 1962 | 1968 | 1975 | 1982 | 1990 | 1999 | 2006 | 2008 | 2013 |
| ---- | ---- | ---- | ---- | ---- | ---- | ---- | ---- | ---- |
| 190  | 186  | 217  | 258  | 162  | 218  | 249  | 258  | 262  |

| 2018 | 2022 | - | - | - | - | - | - | - |
| ---- | ---- | - | - | - | - | - | - | - |
| 290  | 293  | - | - | - | - | - | - | - |

| 1315     | 1471    |
| -------- | ------- |
| 100 feux | 44 feux |

L’histoire démographique de Brunet, après la saignée des XIVe et XVe siècles et le long mouvement de croissance jusqu’au début du XIXe siècle, est marquée par une période d’« étale » où la population reste relativement stable à un niveau élevé. Cette période dure de 1806 à 1856. L’exode rural provoque ensuite un mouvement de recul démographique de longue durée. En 1926, la commune a perdu plus de la moitié de sa population par rapport au maximum historique de 1836. Le mouvement de baisse ne s'interrompt définitivement que dans les années 1960. Depuis, la population de Brunet s'est rapprochée du seuil de 260 habitants, équivalant à la moitié de celle de 1836.

## Économie

### Emploi
En 2009, la population active s’élevait à 118 personnes, dont 23 chômeurs (17 fin 2011). Ces travailleurs sont majoritairement salariés (72 %) et travaillent majoritairement hors de la commune (72 %). L’agriculture représente encore plus de la moitié des établissements (22 sur 43 en 2010).

### Entreprises et commerces

#### Agriculture

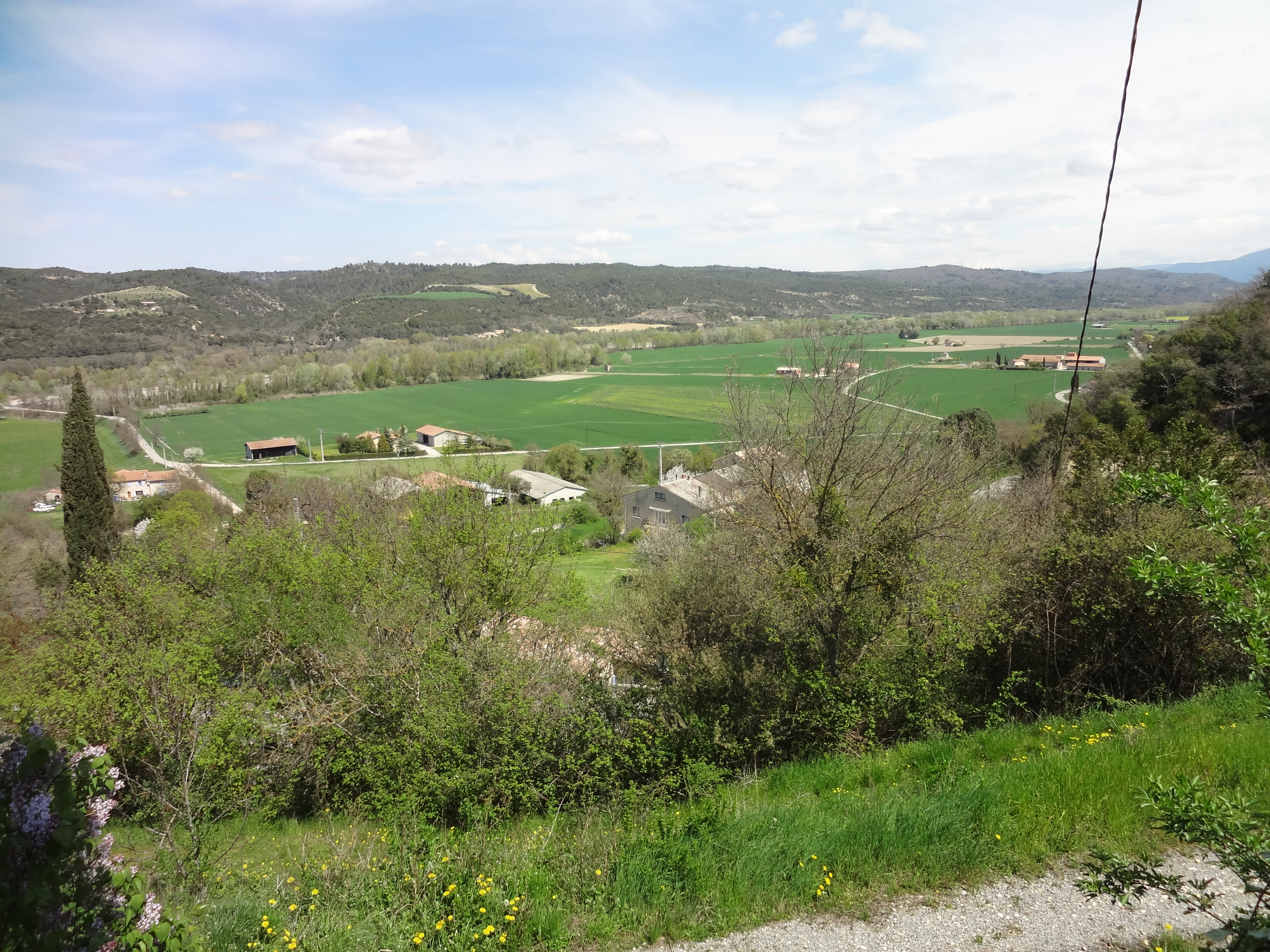
Champs dans la vallée de l’Asse.

Fin 2010, le secteur primaire (agriculture, sylviculture, pêche) comptait 22 établissements actifs au sens de l’Insee et deux emplois salariés.
Le nombre d’exploitations, selon l’enquête Agreste du ministère de l’Agriculture, est en légère baisse dans les années 2000, passant de 12 à 11, orientées vers les grandes cultures et cultures permanentes. De 1988 à 2000, la surface agricole utile (SAU) a doublé, de 828 ha à 1 904 ha, alors que le nombre d’exploitations variait peu (de 11 à 12). La SAU a légèrement diminué lors de la dernière décennie, mais reste à un niveau élevé, à 1 715 ha.
La culture de l’olivier est pratiquée dans la commune depuis des siècles, tout en étant limitée à certains versants. Le terroir de la commune se situe en effet à la limite altitudinale de l’arbre, qui ne peut que difficilement être exploité au-delà des 650 mètres : à Brunet, il s’agit des versants bien exposés des vallons entaillant le plateau de Valensole. L’oliveraie de Brunet occupait plusieurs dizaines d’hectares au début du XIXe siècle. Actuellement[Quand ?], elle a régressé mais reste relativement importante (entre 1 000 et 3 500 pieds exploités).

#### Industrie
Fin 2010, le secteur secondaire (industrie et construction) comptait huit établissements, employant deux salariés.
Une sablière exploite le sable de l’Asse.

#### Activités de service
Fin 2010, le secteur tertiaire (commerces, services) comptait onze établissements (avec deux emplois salariés), auxquels s’ajoutent les deux établissements du secteur administratif (salariant trois personnes).
D'après l’Observatoire départemental du tourisme, la fonction touristique est assez importante pour la commune, avec entre un et cinq touristes accueillis par habitant, l’essentiel des faibles capacités d'hébergement étant marchandes<. Ces structures d’hébergement sont :
- des meublés, très nombreux (la deuxième capacité du département)[53],[54] ;
- des chambres d’hôtes[55].

Les résidences secondaires apportent un appoint appréciable dans la capacité d’accueil avec 69 résidences secondaires, soit un tiers des logements de la commune. Vingt-deux de ces résidences comportent plus d'un logement,). Le parc du Verdon a installé sa maison des produits de pays à Brunet.

## Lieux et monuments
Il existe deux églises Saint-Martin à Brunet, l'ancienne au castrum et la nouvelle à mi-pente.
- Église Saint-Martin (romane)[59]

Églises de Brunet
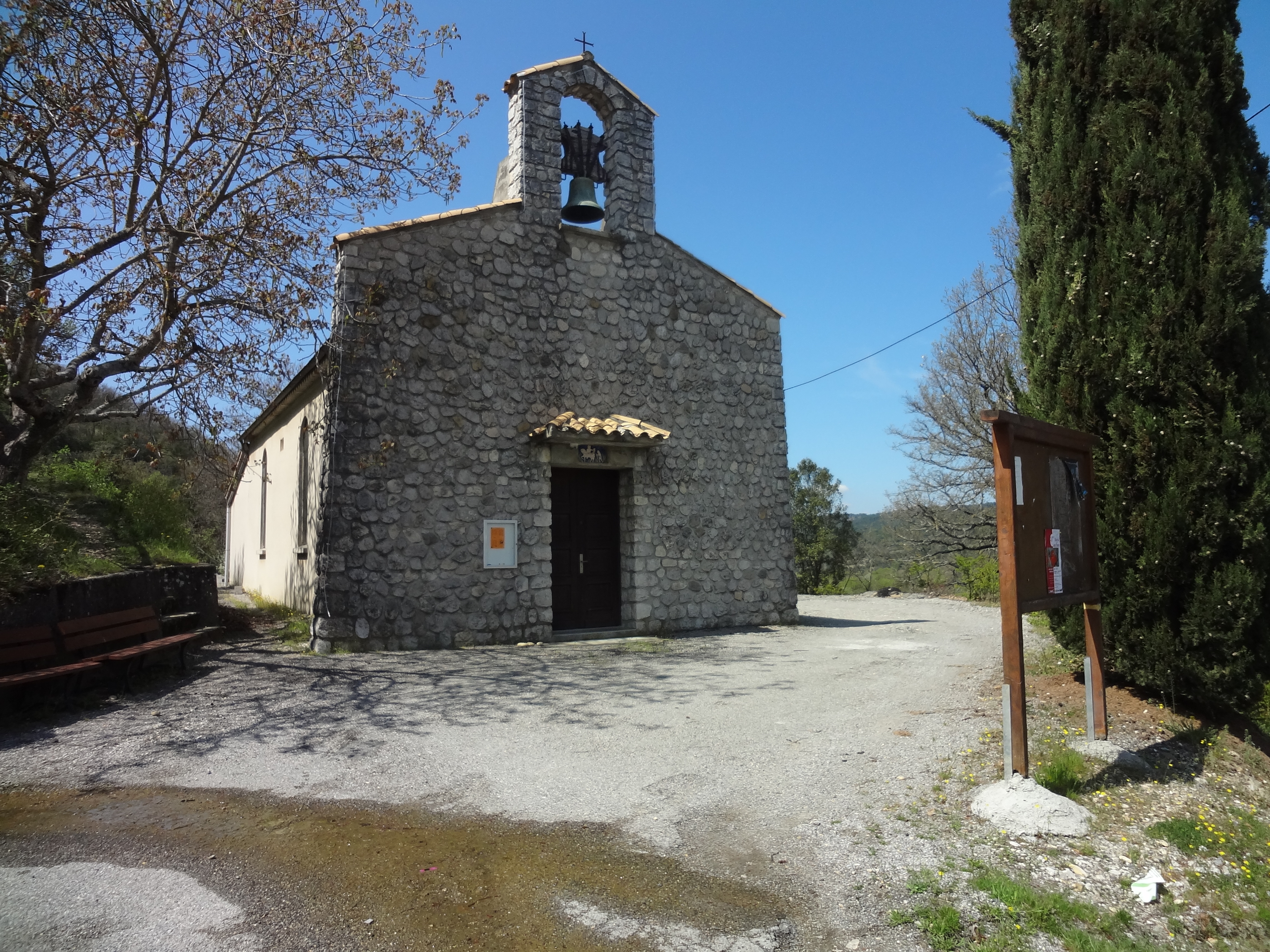
Façade de l’église.
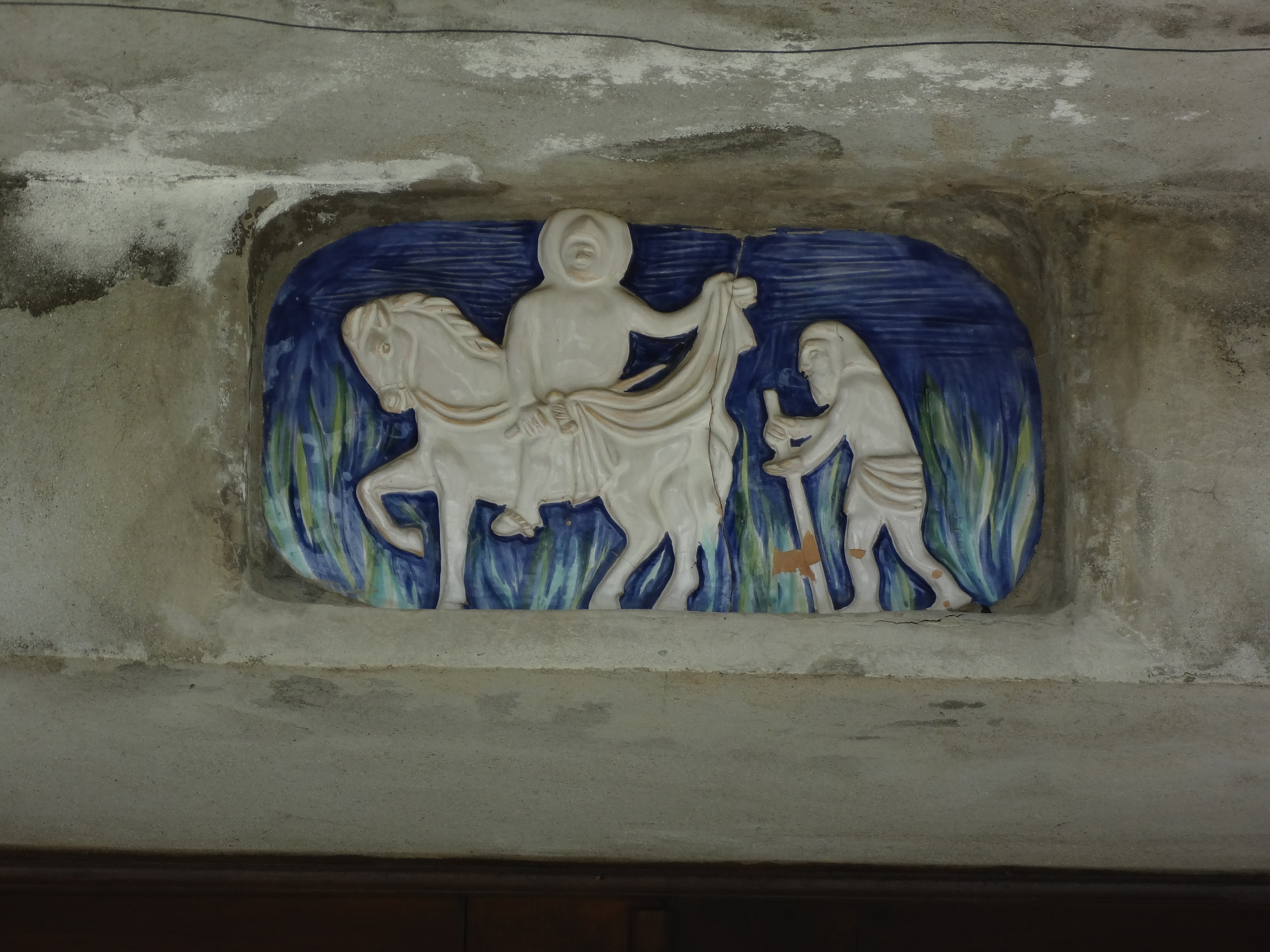
Émail ornant la façade de l’église, représentant la célèbre scène du partage du manteau.
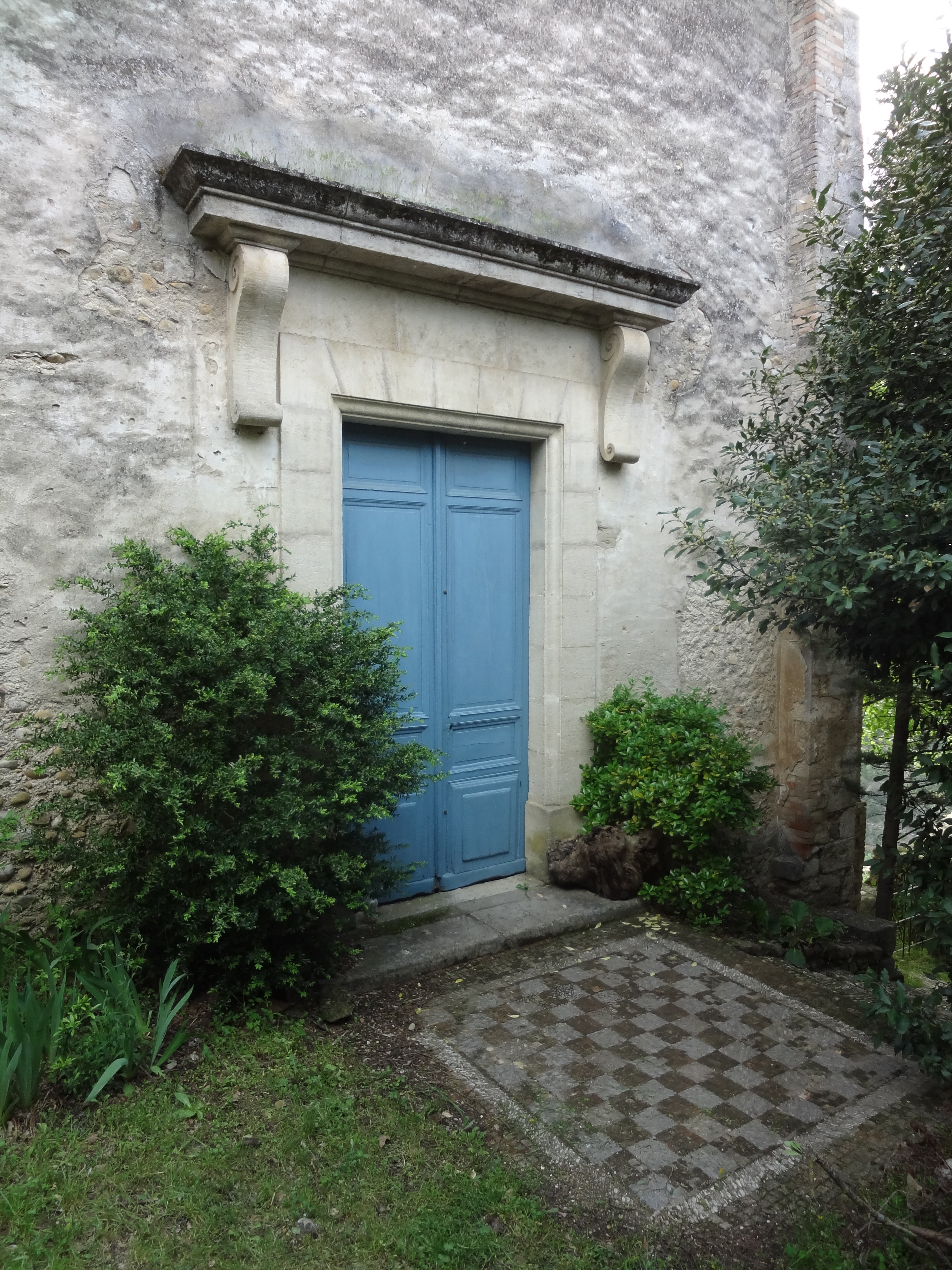
Portail de l'ancienne église castrale, reconvertie en logement.

Lieux et monuments de la commune
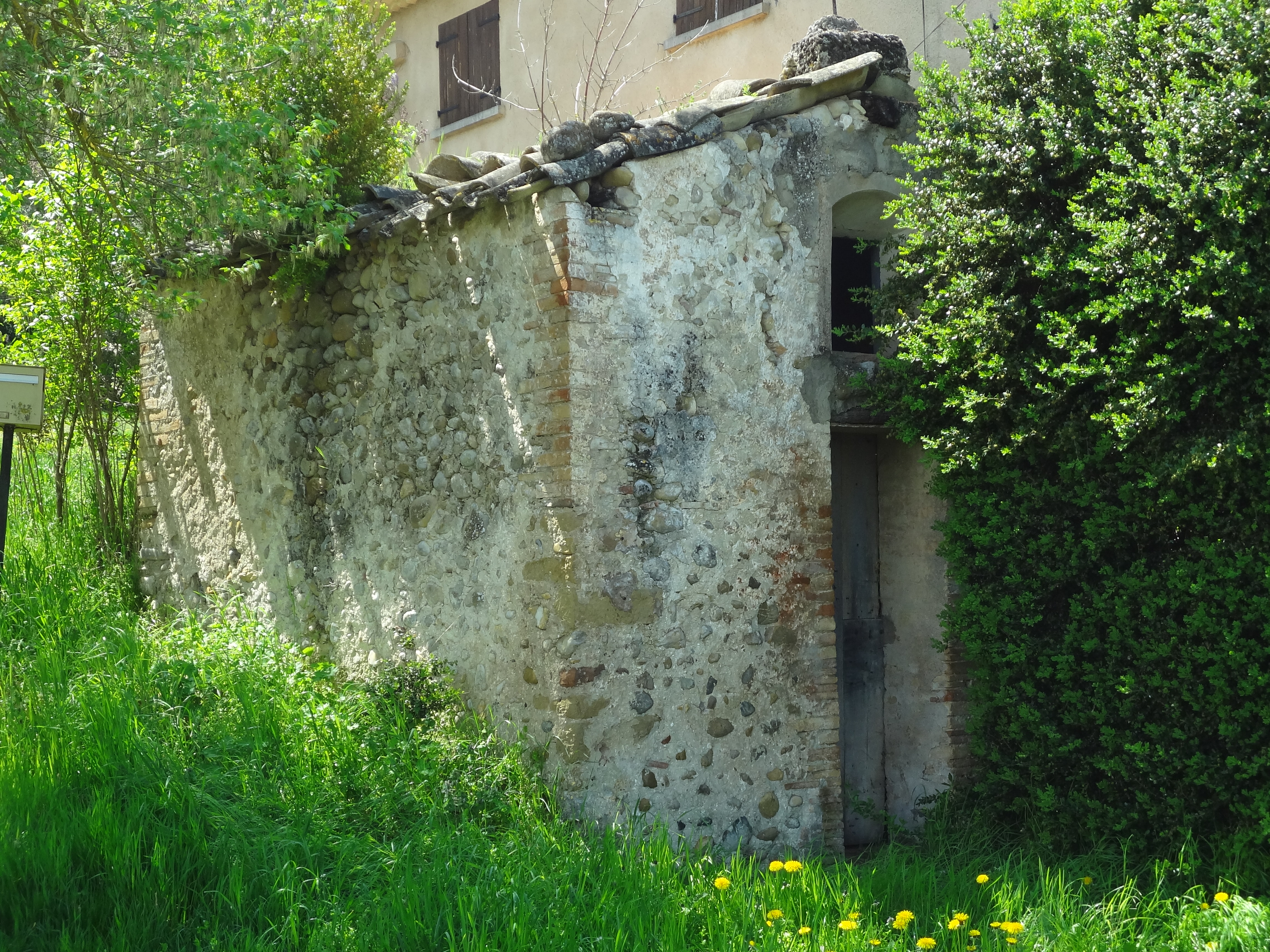
La minuscule chapelle au hameau de la Tuilière.
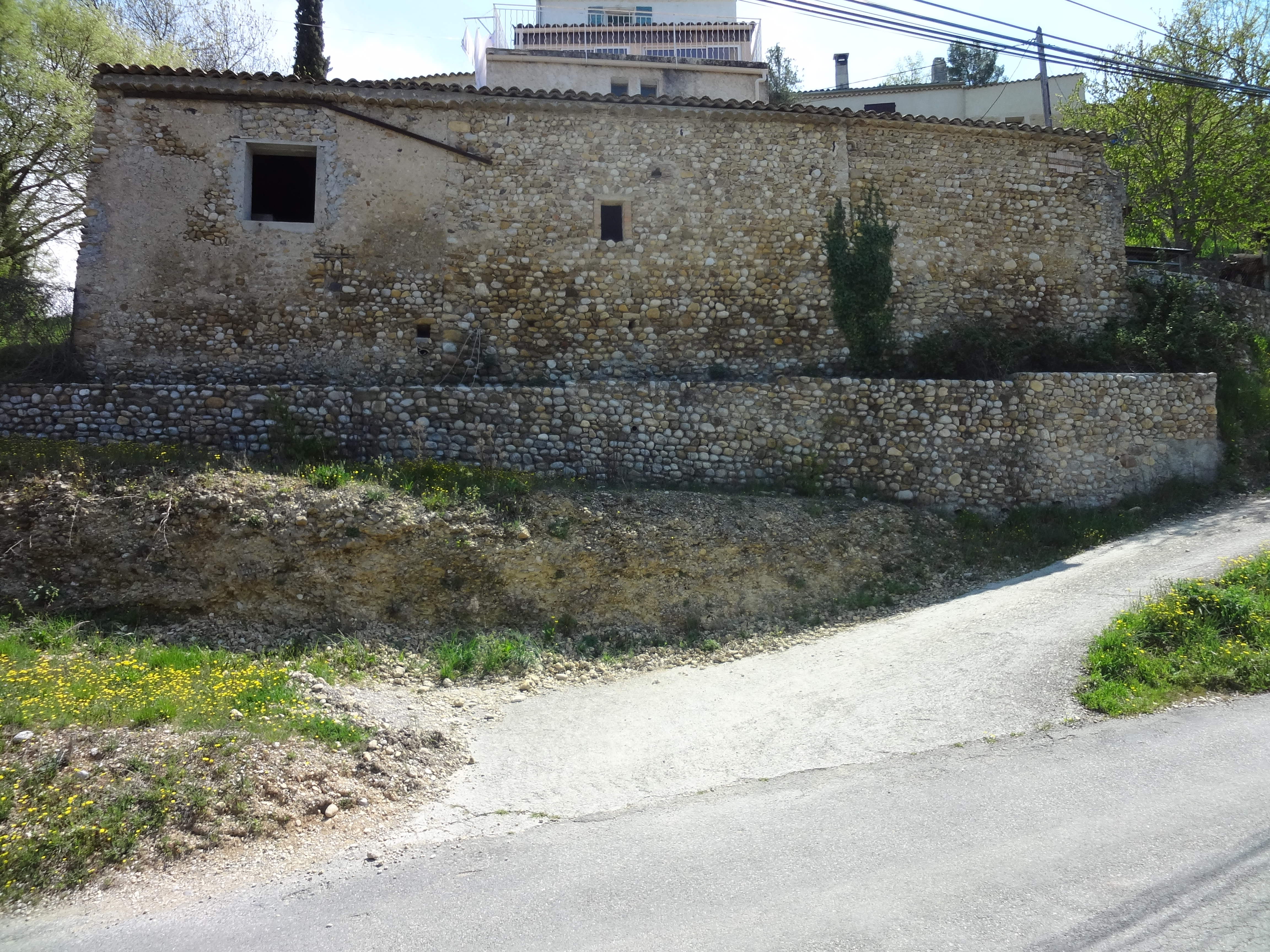
L’architecture traditionnelle utilise souvent le galet comme pierre de construction.
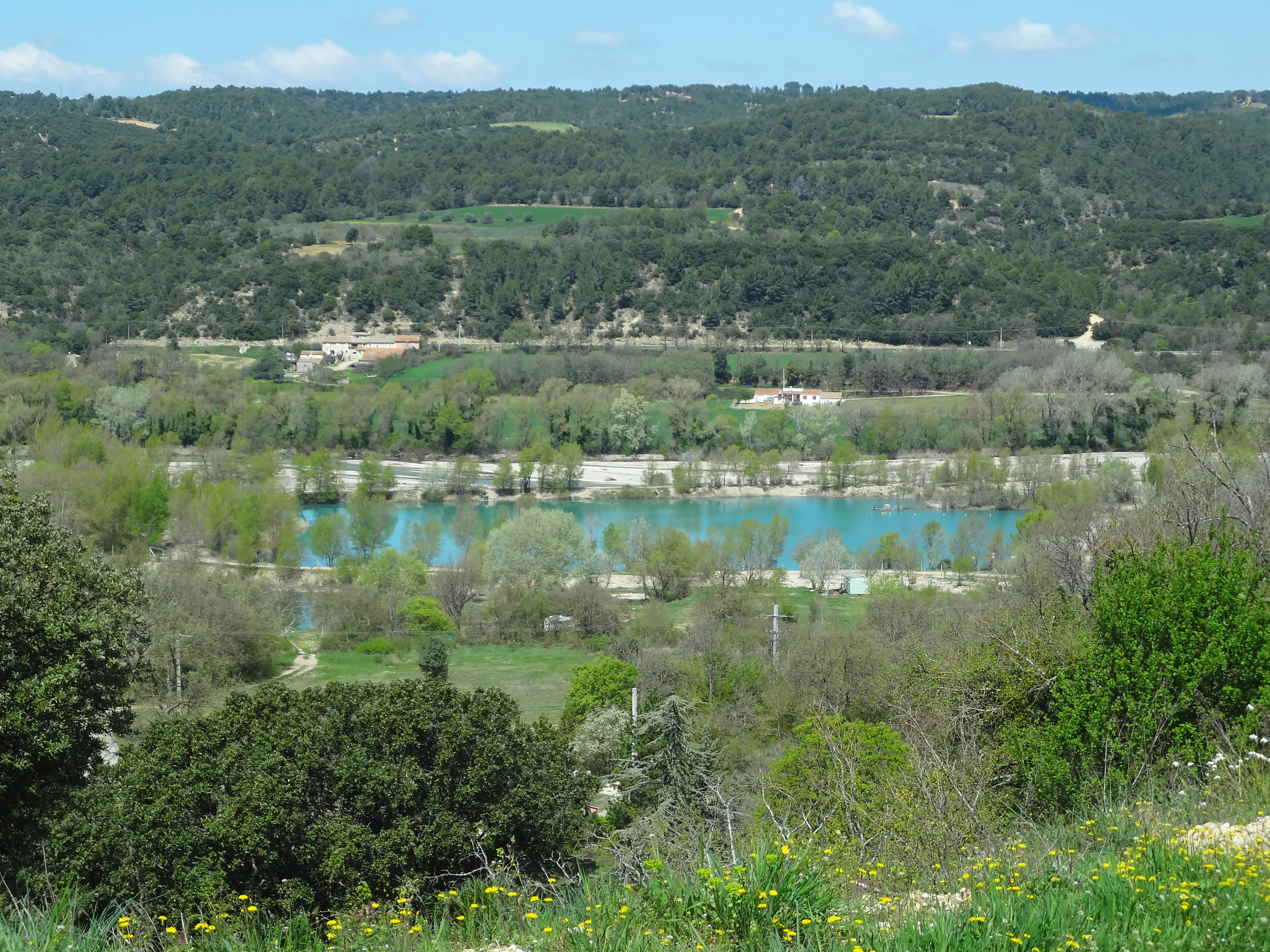
Le plan d’eau du Couvent.

Le château est situé sur une esplanade, soutenue par un mur de soutènement en galets. La façade comprise entre deux tours a disparu : subsiste une partie de tour, un corps de logis, et quelques murs (XVIIe siècle). La DRAC signale également une chapelle et deux tours de chaque côté du mur de soutènement.

## Héraldique
| Blason de Brunet | Blason  | D'or à un lévrier rampant de sable accolé d'argent. |
| Blason de Brunet | Détails | Le statut officiel du blason reste à déterminer.    |